# 카리브식 중국 요리
카리브식 중국 요리(Carib式中國料理, 영어: Caribbean Chinese cuisine 캐리비언 차이니즈 퀴진[*])는 중국 요리와 카리브 요리의 퓨전으로 탄생된 음식이다. 카리브 지역(서인도 제도)으로 이주한 중국인들은 주로 중국 남부 광저우 출신이었기 때문에 카리브식 중국 요리는 중국 요리중에서도 광저우 요리의 영향을 많이 받았다. 카리브 요리는 또한 그 자체가 아프리카 요리와 영국 요리, 스페인 요리, 프랑스 요리, 인도 요리 및 아메리카 토착민 요리의 복합 혼합체이다. 
카리브식 중국 요리의 생성은 오래되었지만, 미국이나 캐나다에 진출하기 시작한 것은 그리 오래되지 않았다. 남미의 가이아나는 중국계 이민이 많은 편이어서 가이아나 음식점이 카리브식 중국 요리라는 간판을 내거는 경우도 있다.

## 중국계 이주민의 카리브 정착
1834년에 카리브 지역의 식민지 노예들이 해방되면서 노동력에 공백이 생겼다. 그 노동력 공백을 인도와 중국의 노동자들이 메꾸기 시작하면서 많은 이 지역 출신 이민자들이 트리니다드 토바고와 자메이카, 가이아나등지에 정착했다.
초기 중국계 이민자들은 거짓 정보에 속아 넘어가거나 심지어는 납치되어 오기도 했는데, 이러한 노동자 불법모집에는 영국과 중국 당국자들간의 암암리 묵계가 있었다. 홀몸으로 왔던 초기 이민자들(남성)이 정착하면서 그 다음에는 가족단위로 이주자가 오기 시작하였는데, 이들 인구를 수용할 현지의 환경이나 생활조건은 열악했다. 1860년 무렵 중국인 여성의 이주가 시작되었는데 그 수는 적었다. 1860년에서 1866년 사이에 중국계 이주자의 수는 가이아나(당시 영국령)에서 대략 만 명에 달하여 정점을 이루었으며, 1866년까지는 단 두척의 배가 이 사람들을 모두 실어 날랐다. 1866년 이후 중국계 이민자들은 더 이상 강압이나 속임수가 아니라 자유의지와 자가비용으로 이민길에 올랐다.

## 요리 특성
중국 광저우 요리와 카리브 요리는 서로 궁합이 잘 맞는 편이다. 광저우 요리는 짙은 녹말과 양념이 특징이며, 카리브 요리는 얼얼한 향신료와 고기가 강점이다. 두 이질적 문화권의 조리법과 식재료는 혼합을 통하여 멋진 퓨전 요리를 탄생시켰다. 

## 대표적 음식
카리브식 중국 요리의 메뉴는 음식점마다 다른데, 특히 특정 국가의 이름을 달고 있는 경우는 그 나라마다 다시 세부 메뉴가 나뉘어 있다. 일반적인 "카리브식 중국 요리"의 대표 음식은 다음과 같다.
- 차 체 카이(Cha Chee Kai): 표면에 소스를 바른 바삭바삭한 닭고기
- 치킨 인 더 러프 프라이드 라이스(Chicken-in-the-Rough Fried Rice):볶은 밥에 구운 닭고기를 버무린 것
- 저크 초우 메인(Jerk Chow Mein):닭고기,돼지고기를 채소와 계란 반숙,면,소스등과 함께 볶은 것
- 커리드 덕 로티(Curried Duck Roti): 감자와 오리고기를 카레 소스에 버무려 얇은 빵에 만 것.
- 방가마리 딩(Bangamary Ding):

## 문화
캐나다 토론토, 미국 뉴욕등지에는 화교와 카리브 출신 이주자들이 많아 이 지역에서 카리브식 중국 요리를 즐길 수 있다.

## 같이 보기
- 광둥 요리
- 카리브 요리